# 아스트로 플레이룸
아스트로 플레이룸(Astro's Playroom)은 재팬 스튜디오의 팀 아소비 부서에서 개발하고 소니 인터랙티브 엔터테인먼트에서 플레이스테이션 5용으로 퍼블리싱한 2020년 플랫폼 게임이다. 아스트로 봇 레스큐 미션의 속편인 이 게임은 모든 콘솔에 사전 설치되어 제공되며 듀얼센스 컨트롤러를 위한 추가적인 무료 기술 데모로도 제공된다.
아스트로 플레이룸은 2020년 6월 11일 플레이스테이션 5 공개 이벤트에서 발표되었다. 이 게임은 2020년 11월 12일에 출시되었다. 비평가들로부터 긍정적인 평가를 받았다.
아스트로 플레이룸은 재팬 스튜디오가 2021년 4월 해체되기 전 출시한 마지막 게임이다. 팀 아소비는 2021년 6월 소니의 플레이스테이션 스튜디오스 내의 독립 스튜디오로 공식적으로 분리되었다. 전편인 아스트로봇은 5월 30일에 발표되었다. 2024년 9월 6일 플레이스테이션 5용으로 출시되었다.

## 평가
| 평가 |           |
| --- | --------- |
| 통합 점수 통합사 점수 메타크리틱 83/100 [ 1 ] 평론 점수 평론사 점수 디스트럭토이드 7/10 에지 7/10 EGM 10/10 유로게이머 Essential [ 2 ] 게임 인포머 8/10 게임 레볼루션 4.5/5 게임스팟 8/10 IGN 8/10 가디언 8/10 |           |
| 통합 점수 |           |
| 통합사 | 점수      |
| 메타크리틱 | 83/100    |
| 평론 점수 |           |
| 평론사 | 점수      |
| 디스트럭토이드 | 7/10      |
| 에지 | 7/10      |
| EGM | 10/10     |
| 유로게이머 | Essential |
| 게임 인포머 | 8/10      |
| 게임 레볼루션 | 4.5/5     |
| 게임스팟 | 8/10      |
| IGN | 8/10      |
| 가디언 | 8/10      |